# Одеса-Кіно Україна
«Одеса-Кіно Україна» — колишній мультизальний кінотеатр, що знаходився в Києві за адресою: Галицька площа, 3 та входив до мережі кінотеатрів «Одеса-кіно». Відкрився 22 січня 2004 року на четвертому поверсі універмагу «Україна». Закрився у 2016 році.

## Історія
Кінотеатр «Одеса-кіно» представляє у столиці України одеську мережу кінотеатрів, в яку входять «Батьківщина», «Москва» і «Зоряний». Має чотири зали. В кожному залі 127 глядацьких крісел. Загальна площа кінотеатру 1600 метри. В інтер'єрі кінотеатру витримані два стилі — high-tech і мінімалізм. Екрани 10Х4 метри, американська звукова система Dolby Digital EX фірми Elektrovoice.
Кінотеатр належить українському бізнесмену Артему Вознюку. У медіахолдинг «Просто» Вознюка входять: одеські кінотеатри «Родина», «Зоряний», «Москва», мережа «Одеса-Кіно» в м. Київ, «КіноСтанція» в м. Дніпро, журнали «Афіша Одеси», радіостанції «Просто Раді. О», «Народне Радіо», концертна агенція «Ей Сі Ей» та інш.